# Via Partenope

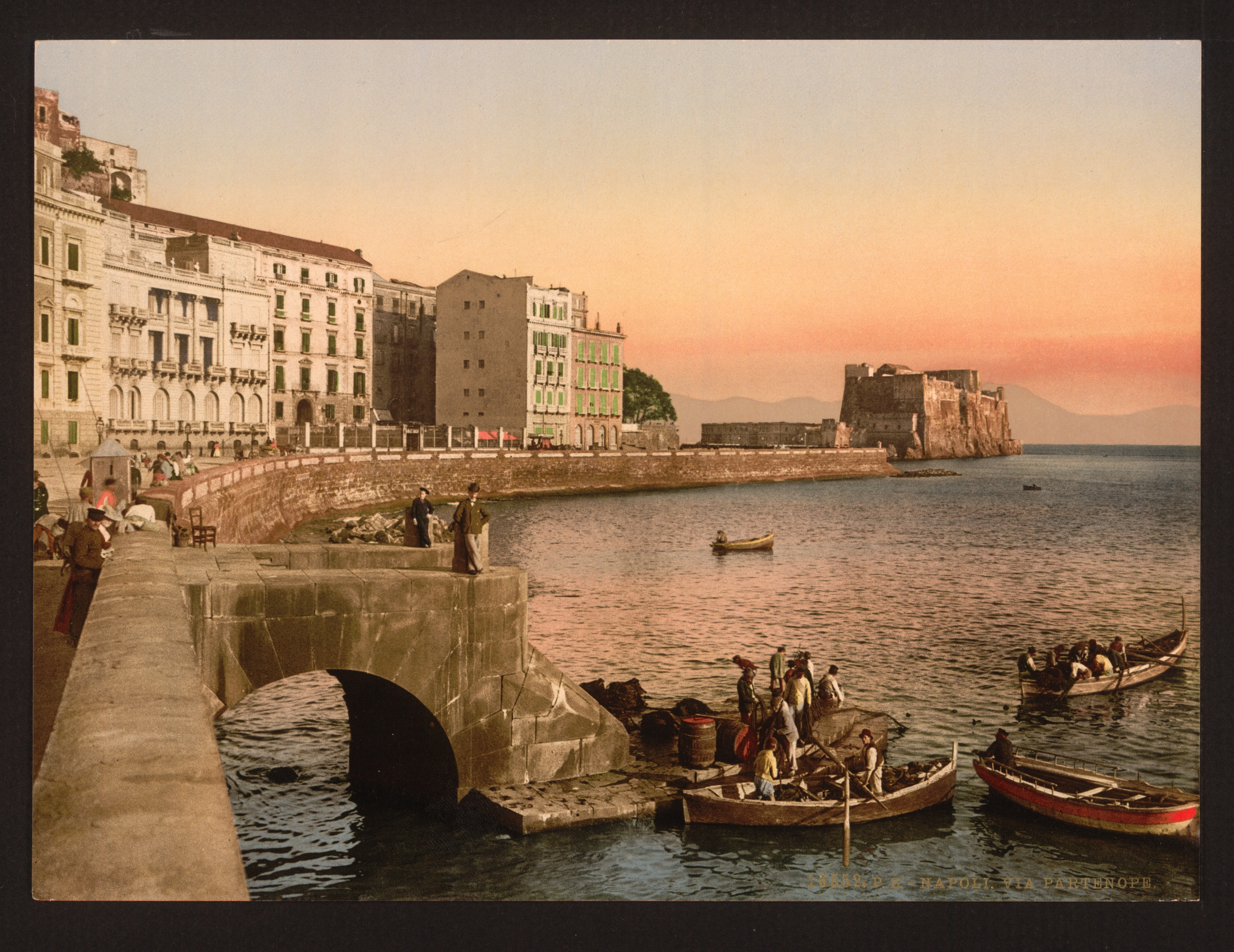
Via Partenope tra il 1890 e il 1900

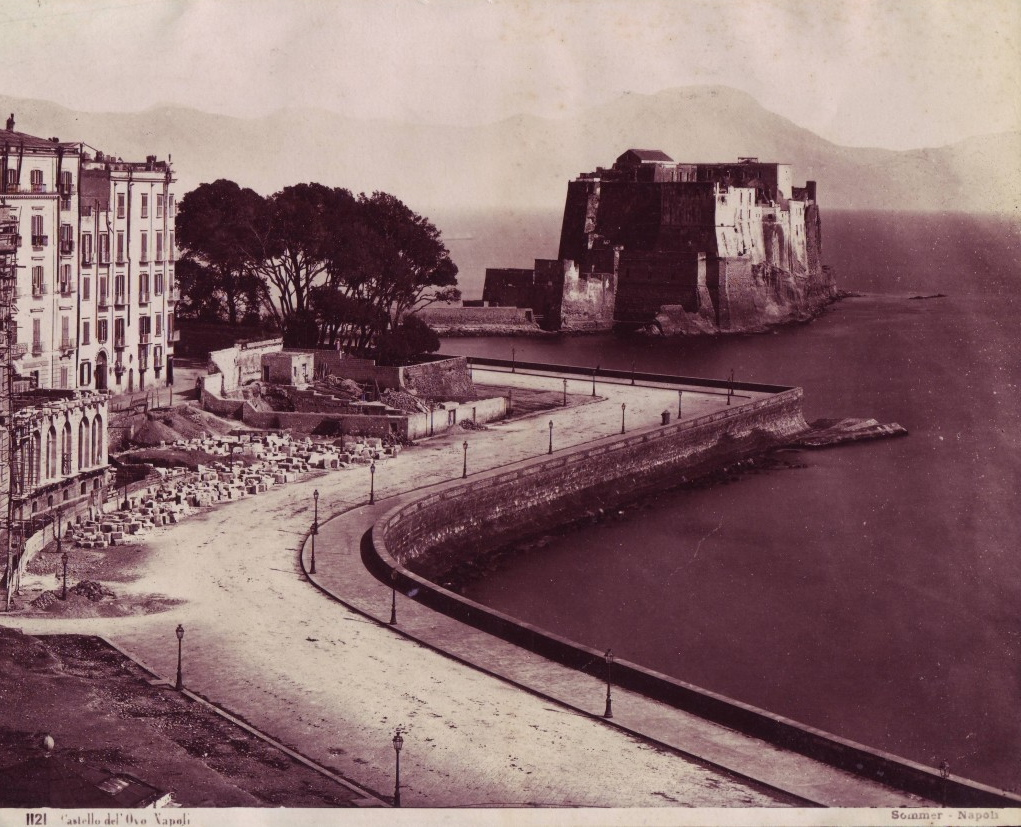
Parte iniziale di via Partenope alla fine del XIX secolo, sono ancora evidenti i lavori di colmata

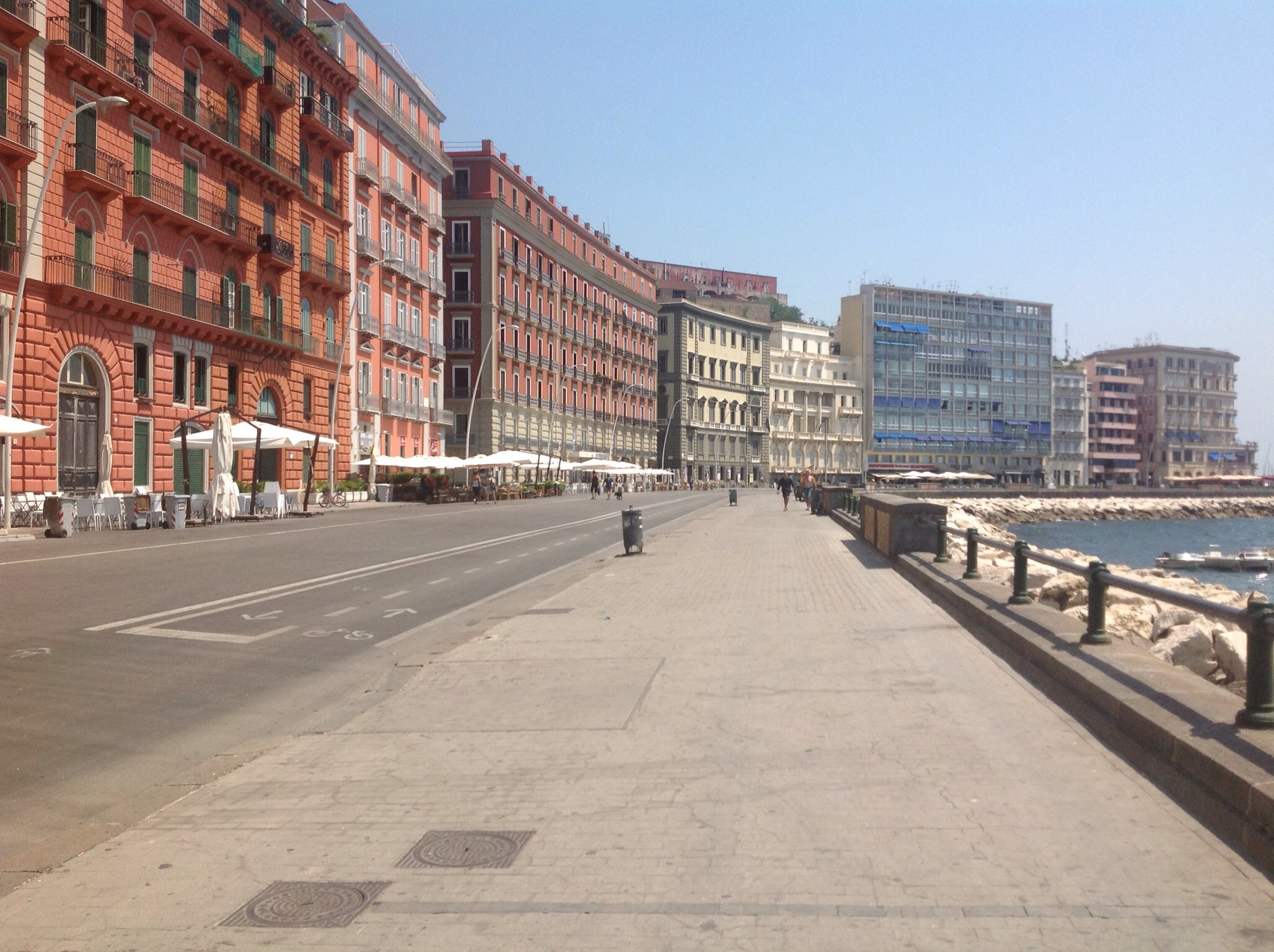
Via Partenope chiusa al traffico automobilistico.

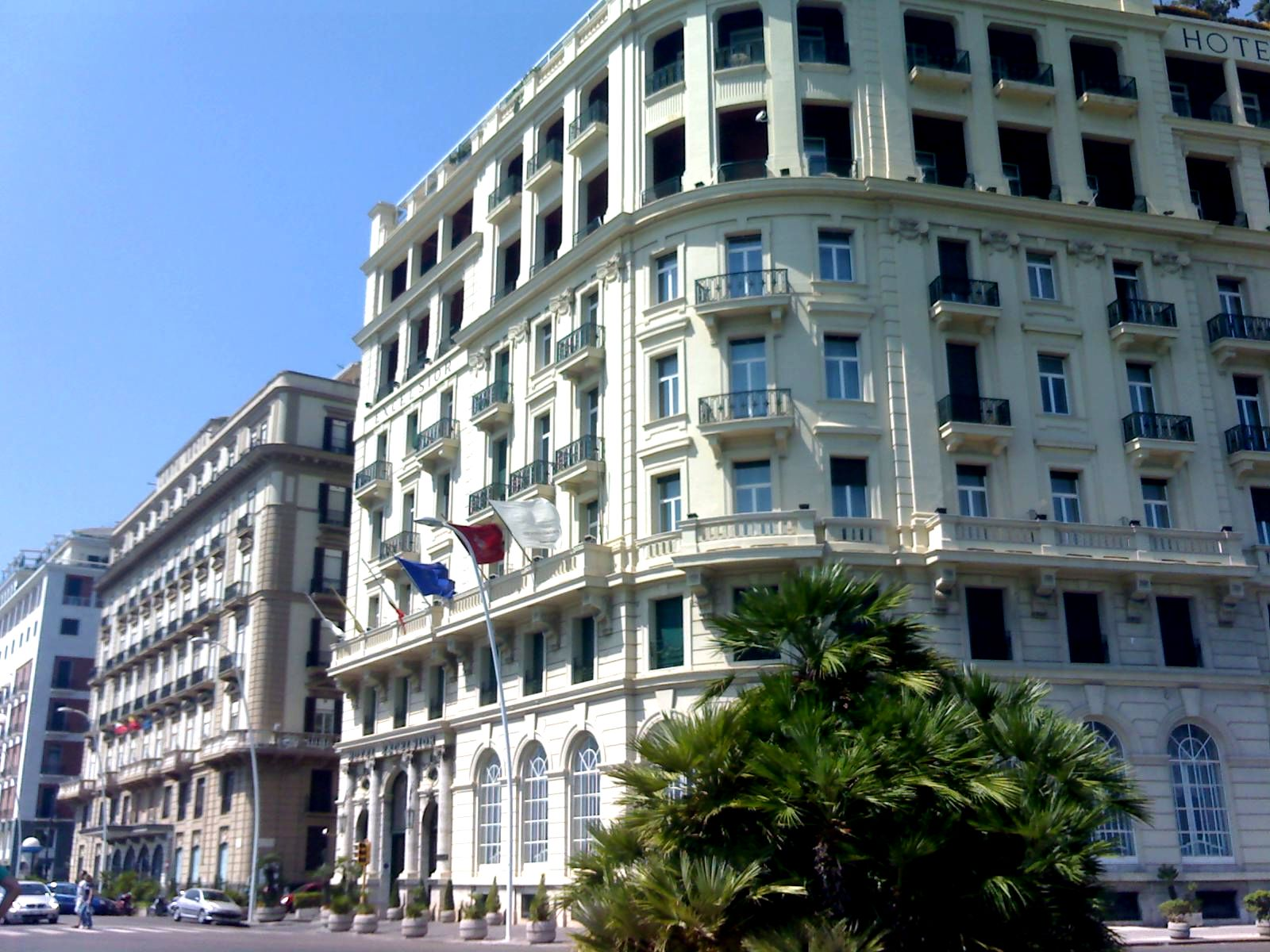
Il palazzo dell'hotel Excelsior

Via Partenope è una strada di Napoli, prolungamento di via Caracciolo insieme alla quale costituisce il lungomare della città e del quartiere San Ferdinando.

## Storia e descrizione
Nel 1869 iniziarono i lavori della colmata a mare che prolungò la terraferma dalla precedente linea frangiflutti - al Chiatamone - verso la perpendicolare di Castel dell'Ovo. A conclusione dei lavori, sulla colmata venne realizzato il nuovo Borgo Santa Lucia e via Partenope. Al n. 10 venne edificato il Palazzo Du Mesnil, che prende nome da Ermanno e Oscar Du Mesnil, fratelli di origine belga che realizzarono la colmata per conto del Comune di Napoli e progettarono i principali edifici che oggi danno su Santa Lucia e via Partenope.
Sul posto, prima della costruzione di via Partenope, e leggermente arretrato rispetto all'attuale fronte stradale, si trovava l'Albergo delle Crocelle, dove soggiornavano i più eminenti ospiti della città, tra cui Giacomo Casanova. Di fronte all'albergo, sul mare, era posto un luogo di delizia, che fino alla seconda metà del '700 appartenne al principe Michele Imperiali, mancato il quale senza eredi passò ai Borbone divenendo una delle residenze preferite della regina Maria Carolina. Con l'entrata a Napoli di Giuseppe Garibaldi, l'edificio divenne la redazione del giornale L'Indipendente fondato e diretto da Alexandre Dumas, che al casino abitò per sette anni. L'edificio, passato ai privati, ospitò un albergo, prima conosciuto come Pensione Washington e poi come Albergo Hassler, quest'ultimo divenuto in breve tempo particolarmente noto e rinomato.
Nel 1882 il prestigio dell'Albergo Hassler fu offuscato dal nuovo Grande Albergo Vesuvio, commissionato da Oscar Du Mesnil, verso cui si orientarono presto i nomi più celebri del bel mondo. A questi si aggiunsero gli alberghi Santa Lucia (costruito nel 1900) ed Excelsior (di poco successivo), che, insieme ai più recenti Royal e Continental, formano oggi il gruppo dei più prestigiosi alberghi di Napoli. Insieme agli alberghi, via Partenope ospita oggi diversi ristoranti e locali alla moda. Nel 1928 fu edificato l'Istituto Superiore di Scienze Economiche e Commerciali, all'attuale n. 36, che qualche anno più tardi si evolse nella Facoltà di Economia e Commercio dell'Università "Federico II"; trasferita successivamente la facoltà in altro loco, oggi l'edificio ospita il Centro Congressi dello stesso Ateneo.
Il Palazzo Du Mesnil ospita oggi il Rettorato dell'Università "L'Orientale". Alla sua destra si ammira il Palazzo Arlotta, dove vi ha sede l'Istituto di Cultura Meridionale.